# Makita
Makita Corporation (株式会社マキタ?, Kabushiki-gaisha Makita) (Borsa di Tokyo: 6586 ) è una società produttrice di attrezzature e macchine utensili professionali giapponese.  Fondata il 21 marzo 1915 a Nagoya.

## Storia
Nel 1958, Makita Corporation, che fu fondata nel 1915 come Makita Electric Works a Nagoya, in Giappone da Mosaburo Makita come ditta di rivendita e riparazione di motori elettrici, diventa la prima azienda giapponese a produrre smerigliatrici elettriche.

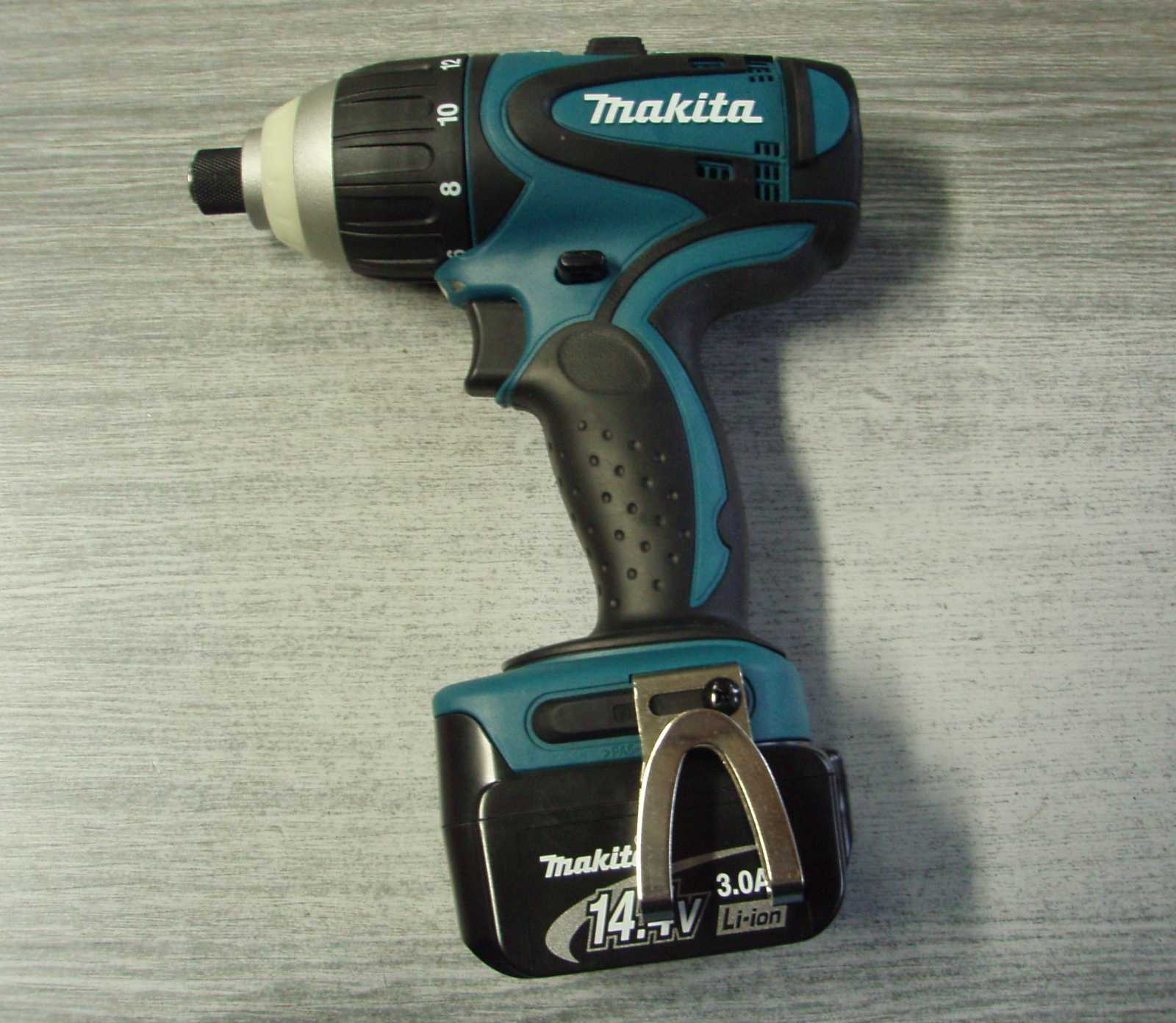
Un avvitatore a batteria Makita

Nell'aprile 1969 introduce il trapano a batterie 6500D, primo utensile elettrico a batteria. Nel dicembre 1978 lanciano il trapano 6010D, con accumulatore nichel-cadmio. Nell'agosto 1997 il trapano-avvitatore 6213D con accumulatore nichel-metallo idruro è presentato al Chicago Hardware Show.
Nel gennaio 2004, Makita annuncia il rilascio di due nuove batterie con LED per la serie eLuminate. Nel febbraio 2005 il modello TD130D è disponibile con accumulatore agli ioni di litio.

## Segmento del mercato
Makita produce elettroutensili e con il motore a scoppio sia per uso professionale che da hobby.
Negli ultimi anni Makita è uno dei maggiori brand nel settore a investire nella ricerca e ottimizzazione di macchine alimentate esclusivamente a batteria o corrente elettrica, limitando di fatto la produzione nel segmento dei motori a scoppio. Infatti negli anni i motori a combustione con tecnologia a 2 tempi sono stati eliminati nel catalogo dell'azienda, dando più spazio a soluzioni ecosostenibili e più in linea con le direttive mondiali sulle norme anti inquinamento.

## Produzione
Makita produce più di 850 utensili in Giappone, USA, Cina, Gran Bretagna, Germania, Brasile, Canada e Romania.